# سنتریلیا (ایلینوی)
سنتریلیا، ایلینوی (به انگلیسی: Centralia, Illinois) یک شهر در ایالات متحده آمریکا با جمعیت ۱۳٬۰۳۲ نفر است که در ایلی‌نوی واقع شده‌است.

## موقعیت جغرافیایی
موقعیت جغرافیایی شهرها و مناطق اطراف به شرح زیر است: